# Shinobu Ikeda
Shinobu Ikeda (池田 司信, Ikeda Shinobu, Shizuoka, 5 januari 1962) is een Japans voormalig voetballer die als verdediger speelde.

## Clubcarrière
In 1977 ging Ikeda naar de Shizuoka Gakuen High School, waar hij in het schoolteam voetbalde. Nadat hij in 1980 afstudeerde, ging Ikeda spelen voor Nissan Motors. Met deze club werd hij in 1988/89 en 1989/90 kampioen van Japan. Ikeda veroverde er in 1983, 1985, 1988 en 1989 de Beker van de keizer en in 1988 en 1989 de JSL Cup. Hij tekende in 1990 bij Matsushita Electric. Ikeda veroverde er in 1990 de Beker van de keizer. Ikeda beëindigde zijn spelersloopbaan in 1992.

## Japans voetbalelftal
Shinobu Ikeda debuteerde in 1985 in het Japans nationaal elftal en speelde 1 interland.

## Statistieken
| Japans voetbalelftal | Japans voetbalelftal | Japans voetbalelftal |
| Jaar                 | Wed.                 | Dlp.                 |
| -------------------- | -------------------- | -------------------- |
| 1985                 | 1                    | 0                    |
| Totaal               | 1                    | 0                    |